# الحدود (مجلة)
كانت مجلة الحدود Frontiers هي أقدم وأكبر مجلة داعمة للمثلية، ومثليي الجنس، وثنائيي الجنس، والمتحولين جنسيًا (LGBT) في جنوب كاليفورنيا. تأسست المجلة في عام 1981، وتم توزيعها بحرية على الحانات والنوادي والشركات التجارية في جميع أنحاء جنوب كاليفورنيا. ركزت المجلة المنشورة كل أسبوعين على الأخبار المحلية والوطنية والدولية المتعلقة بمجتمع المتحولين جنسيًا LGBT والترفيه فضلًا عن تغطية الموضوعات المتعلقة بفيروس نقص المناعة البشرية / الإيدز والقضايا الهامة الأخرى، بالإضافة إلى قسم قوائم العارضين المشهورين، Frontiers4Men. واعتبارًا من فبراير 2014، كان يعمل بالمجلة طاقم عمل يتكون من 19 شخصًا، وزُعم أن عدد القراء بلغ 270,000 قارئًا.
قامت المجلة بتوثيق الأحداث الصحفية والإبلاغ عنها، بما في ذلك نشر قصص المشاهير بشكل مقرب، وأرشفة العديد من مجموعات المتحولين جنسيًا LGBT بما في ذلك مجموعة مكتبة المتحولين جنسيًا الوطنية.
تم شراء المجلة في عام 2007 من قِبَل مارك هوندال وديفيد ستيرن. تُوفي هوندال في ديسمبر 2012. قدم المجلة الفصل 11 للحماية من الإفلاس في مارس 2013. قررت المجلة في ذلك أن يتم توزيع 30,000 بشكل نصف شهري. وفي فبراير 2014، اشترى رجل الأعمال مايكل تيرنر الصحيفة وأعلن عن خطط لتوسيع قاعدة قرائه، وبذل الجهود لجذب أكبر المعلنين المحليين والوطنيين بدلًا من الإعلانات المبوبة والإعلانات التي تركز على خدمات المثليين والمتحولين جنسيًا، ثم بدأت المجلة تصدر بشكل أسبوعي.
أوقفت منصات الوسائط المتعددة الخاصة بشركة «الحدود للنشر» في 23 سبتمبر 2016 أعمالها في جميع أنحاء العالم بسبب الصعوبات المالية، مما أدى إلى إغلاق مجلة الحدود بفعالية.

## روابط خارجية
- الموقع الرسمي